# Bruce Straley
Bruce Straley est un réalisateur, artiste et designer américain pour le développeur de jeux vidéo Naughty Dog, connu pour son travail dans le jeu vidéo The Last of Us et Uncharted 4: A Thief's End. Le premier jeu vidéo de Straley a été celui d'un artiste chez Western Technologies Inc, où il a travaillé sur deux titres. À la suite de cela, il a travaillé en tant que designer sur des jeux chez des sociétés différentes, avant son emploi chez Crystal Dynamics, où il a travaillé en tant que designer sur Gex: Enter the Gecko et Gex 3: Deep Cover Gecko.
Straley a été employé à Naughty Dog en 1999. Il a travaillé en tant qu'artiste sur Crash Team Racing et la série Jak and Daxter. À la suite de cela, il devient co-directeur artistique sur Uncharted: Drake's Fortune, et a été nommé directeur de jeu de Uncharted 2: Among Thieves. Plus tard, il fut choisi pour diriger le développement du jeu The Last of Us en tant que directeur de jeu, un rôle qu'il a poursuivi au cours du développement d' Uncharted 4: A Thief's End. Straley a reçu des éloges pour son travail. En particulier, son travail sur The Last of Us a été très apprécié et le jeu a reçu plusieurs prix et nominations.

## Carrière
Straley a travaillé dans l'art et le design sur deux jeux à Western Technologies Inc : le Menacer 6-Game Cartridge en 1992 et X-Men en 1993. À la suite de cela, il a travaillé en tant que designer chez Pacific Softscape sur Generations Lost en 1994, et sur Mr. Bones chez Zono Incorporated en 1996. Plus tard, il fut employé à Crystal Dynamics, où il a travaillé aux côtés d' Amy Hennig, qui devint plus tard directrice artistique de la série Uncharted, et Evan Wells, qui, plus tard, est devenu co-président de Naughty Dog, ainsi que d'autres futurs employés de Naughty Dog. Chez Crystal Dynamics, Straley a travaillé en tant que designer sur Gex: Enter the Gecko (1998), et a fourni de l'art supplémentaire pour Gex 3: Deep Cover Gecko (1999). À la suite de la sortie de Gex 3 en mars 1999, Straley a été employé à Naughty Dog.
Chez Naughty Dog, Straley a travaillé en tant qu'artiste sur Crash Team Racing en 1999. La petite taille de l'équipe a abouti à Straley l'exécution de divers métiers, notamment le design, la modélisation de l'arrière-plan et l'animation du premier plan, parmi d'autres. Puis, quand la taille du studio augmentait, les tâches devenaient de plus en plus spécifiques. Straley a agi en tant qu'artiste sur Jak and Daxter: The Precursor Legacy (2001), Jak II : Hors-la-loi (2003) et Jak 3 (2004). Straley est crédité avec la création de la technologie qui a géré l'apparence de la série Jak and Daxter, et avoir les connaissances nécessaires pour comprendre les fonctionnalités techniques et artistiques. Pour Uncharted: Drake's Fortune (2007), Straley a été nommé co-directeur artistique, aux côtés de Bob Rafei, qui consistait à faire progresser la technologie de l'équipe de la PlayStation 2 à la PlayStation 3. Il a ensuite été donné le rôle de directeur de jeu pour Uncharted 2: Among Thieves, qui a été publié en 2009.

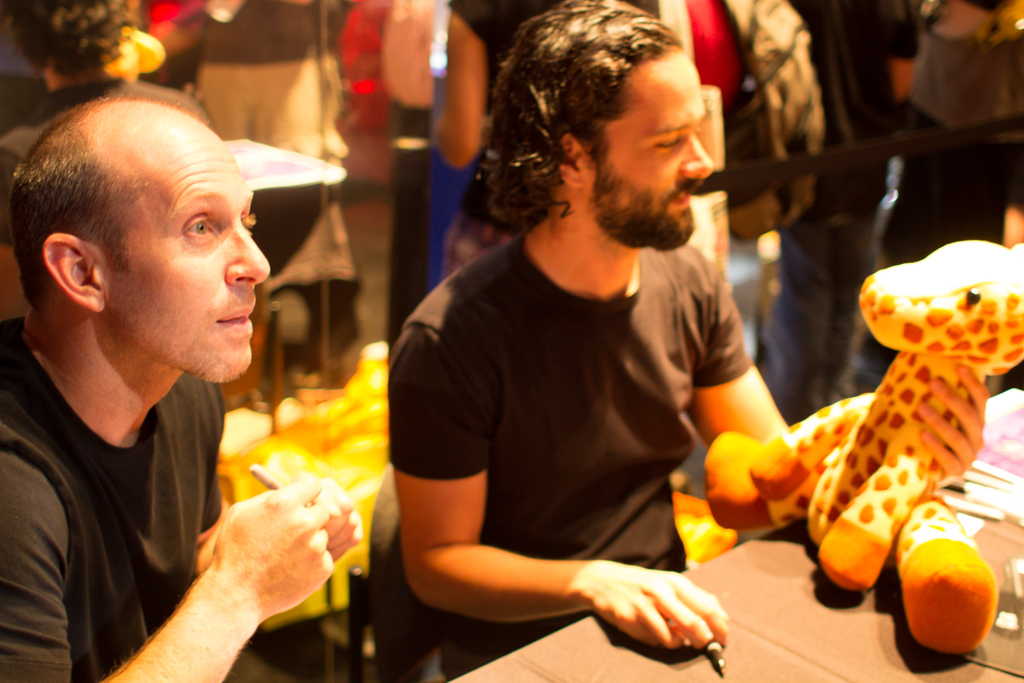
Straley (à gauche) avec le directeur créatif Neil Druckmann (à droite) lors de la PAX Prime 2014. Les deux ont travaillé en étroite collaboration tout au long du développement de The Last of Us et Uncharted 4: A Thief's End, formant une amitié qu'ils, en plaisantant, décrivent comme un "mariage".

Après le développement d'Uncharted 2, Naughty Dog a divisé son équipe en deux pour travailler sur des projets simultanément. Avec une équipe qui travaille sur Uncharted 3: Drake's Deception (2011), les co-présidents Evan Wells et Christophe Balestra ont choisi Straley et Neil Druckmann pour diriger le développement sur un nouveau jeu ; Straley a été choisi pour diriger le projet, en tant que directeur de jeu, basé sur son expérience et son travail sur des projets antérieurs. Bien qu'ils ont été initialement fixé à élaborer un nouveau jeu dans la série Jak et Daxter, l'équipe a estimé qu'ils "ne faisaient pas de service pour les fans de la franchise", et a décidé de créer un nouveau jeu, intitulé The Last of Us.
Straley et Druckmann avaient précédemment travaillé ensemble sur Uncharted 2, et ont constaté qu'ils partageaient les mêmes intérêts. Au cours du développement de The Last of Us, Straley et Druckmann ont souvent plaisanté sur leur relation en disant qu'elle était « comme un mariage », dans lequel ils ont beaucoup d'idées différentes, mais finalement souhaitent atteindre le même objectif. Le rôle de Straley dans le développement de The Last of Us a été de gérer le gameplay. Cependant, dans les dernières semaines de développement, Straley a entrepris des rôles de différents départements qui étaient occupés à d'autres tâches; par exemple, il a été vu organiser à la main les textes sur la formation d'écran du jeu , une tâche que l'artiste Nate Wells a trouvé inhabituel. « Je n'ai jamais entendu parler d'un directeur de jeu faire ça! C'est comme... une tâche d'un stagiaire, » dit Wells. Lors de l' Electronic Entertainment Expo 2012, Straley a présenté une démonstration du gameplay de The Last of Us à la conférence de presse de Sony ; son attitude sur scène est devenu un mème Internet, et a été dénommé « The Bruce ». Le jeu a été publié le 14 juin 2013 et a reçu de bonnes critiques. Pour leur travail sur le jeu, Straley et Druckmann ont été nommés dans la catégorie Meilleur Réalisateur de The Daily Telegraph ; récompense finalement attribuée à Davey Wreden, pour son travail sur The Stanley Parabole (2013). Straley, plus tard, a continué son rôle en tant que directeur de jeu pour le pack d'extension téléchargeable The Last of Us: Left Behind (2014).
Suivant le départ de Hennig de Naughty Dog en mars 2014, il a été annoncé que Straley et Druckmann travaillaient sur Uncharted 4: A Thief's End (2016) en tant que directeur de jeu et directeur artistique, respectivement. Les rapports initiaux ont affirmé que Hennig a été « forcé de quitter » Naughty Dog par Straley et Druckmann, bien que les co-présidents Evan Wells et Christophe Balestra ont nié plus tard. Straley a présenté des démonstrations du gameplay d'Uncharted 4 lors de la PlayStation Experience en décembre 2014, et à l'Electronic Entertainment Expo en juin 2015.

## Travaux

### Les jeux vidéo
| Année | Titre du jeu                         | Rôle                     |
| ----- | ------------------------------------ | ------------------------ |
| 1992  | Menacer 6-Game Cartridge             | Artiste                  |
| 1993  | X-Men                                | Art, design              |
| 1994  | Generations Lost                     | Designer                 |
| 1996  | Mr. Bones                            | Animation supplémentaire |
| 1998  | Gex: Enter the Gecko                 | Designer                 |
| 1999  | Gex 3: Deep Cover Gecko              | Art supplémentaire       |
| 1999  | Crash Team Racing                    | Artiste                  |
| 2001  | Jak and Daxter: The Precursor Legacy | Artiste                  |
| 2003  | Jak II                               | Artiste                  |
| 2004  | Jak 3                                | Artiste                  |
| 2007  | Uncharted: Drake's Fortune           | Co-directeur artistique  |
| 2009  | Uncharted 2: Among Thieves           | Directeur de jeu         |
| 2013  | The Last of Us                       | Directeur de jeu         |
| 2014  | The Last of Us: Left Behind          | Directeur de jeu         |
| 2016  | Uncharted 4: A Thief's End           | Directeur de jeu         |

### Littérature
| Année | Titre                     | Rôle                  | Notes               |
| ----- | ------------------------- | --------------------- | ------------------- |
| 2013  | The Art of The Last of Us | Auteur (introduction) | avec Neil Druckmann |

### Cinéma et télévision
| Année | Titre                           | Notes                |
| ----- | ------------------------------- | -------------------- |
| 2013  | Grounded: Making The Last of Us | Documentaire         |
| 2015  | Conversations with Creators     | Web-série, Episode 2 |